# 駐日本国大韓民国大使館
駐日本国大韓民国大使館（ちゅうにほんこく だいかんみんこくたいしかん、朝: 주일본 대한민국 대사관、英: Embassy of the Republic of Korea in Japan）は、大韓民国が日本国に設置している大使館である。

## 概要

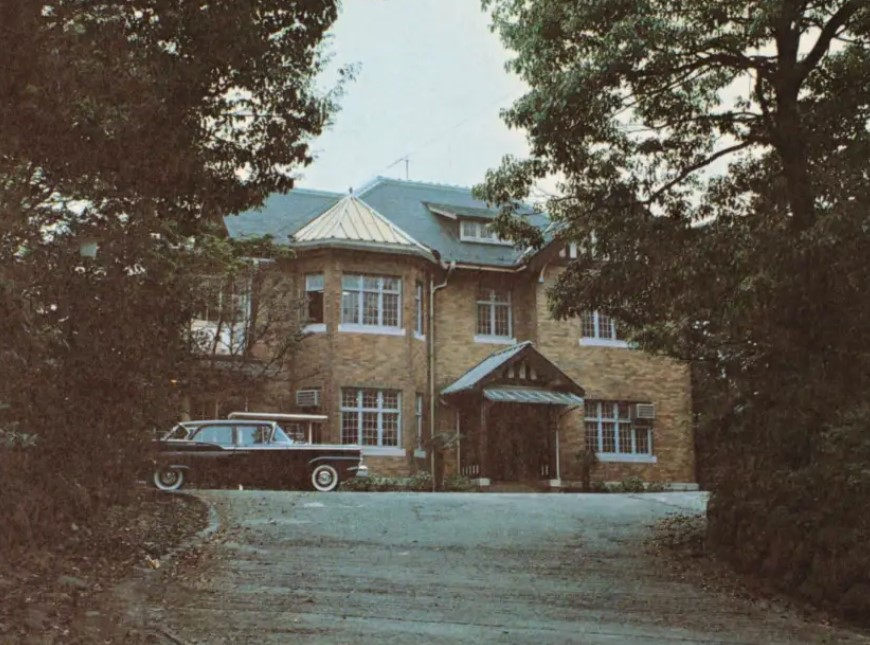
駐日本国大韓民国大使館（1960年代）

大韓民国は1948年8月15日に独立国家として建国を宣言した後、1949年1月14日、東京都中央区銀座4丁目の服部時計店ビル（和光ビルディング）を間借りする形で駐日大韓民国代表部を設置した。
その後、サンフランシスコ講和条約発効により、駐日大韓民国代表部は服部時計店ビルを立ち退くこととなり、移転先を探していたところ、戦前は明治の元勲たる松方正義一族の邸宅であり、戦後は駐日デンマーク公使の公邸であった東京都港区南麻布の土地を見つけ、在日大韓民国人であった大阪府の阪本紡績社長の徐甲虎などの尽力により物件を入手し、駐日大韓民国代表部を移転させた。
1965年に日本国と大韓民国との間の基本関係に関する条約が締結され、その年の12月18日に発効して日本国と大韓民国の外交関係が樹立されたことを受けて直ちに駐日大韓民国代表部は『駐日本国大韓民国大使館』に昇格し、本格的に外交業務を開始して現在に至っている。

## 駐日本国大韓民国特命全権大使
1965年の大使館設置の際に初代特命全権大使に指名されたのは、駐日大韓民国代表部首席代表を務めていた金東祚であった。以後、2024年に至るまで27人の特命全権大使が駐在している。
2024年8月9日より、朴喆煕が特命全権大使を務めている。

## 施設概要
- 住所 - 東京都港区南麻布一丁目2-5

この地は、明治から昭和初期にかけ松方正義（第4代・第6代内閣総理大臣）一族の邸宅が在り、第二次世界大戦終了後には駐日デンマーク公使の公邸が設置されていたと伝わる。
なおこの他、文化発信拠点として韓国文化院を新宿区四谷に設置している。